# Francouzská koloniální říše
Francie získávala první kolonie na počátku 17. století, postupem času se stala jednou z rozhodujících světových koloniálních velmocí; v 19. a 20. století měla po Velké Británii nejrozsáhlejší koloniální říši. V současné době Francii zbývá jen několik bývalých koloniálních území roztroušených po celém světě, s větší či menší mírou autonomie (viz administrativní dělení Francie).

## Francouzská zámořská území ve středověku
První území, které lze de facto označit jako francouzské kolonie, byly křižácké státy ve Svaté zemi jako důsledek křížových výprav (největší z nich Jeruzalémské království). Francouzská společnost je ale za své kolonie nepovažovala.
Na základě čtvrté křížové výpravy namířené proti Byzantské říši si francouzští a italští dobyvatelé území této východní křesťanské velmoci rozdělili na vícero menších států, a největší a nejvýznamnější z nich – Latinské císařství, bylo spravováno především burgundskými a flanderskými šlechtici. V rámci sedmé křížové výpravy měla Francie na čas v držení nilskou deltu, mezi roky 1192–1489 vlastnila Kypr jakožto Kyperské království. Žádné z těchto území nebylo považováno a nemůže být považováno za kolonie v dnešním smyslu slova.

## První francouzská koloniální říše

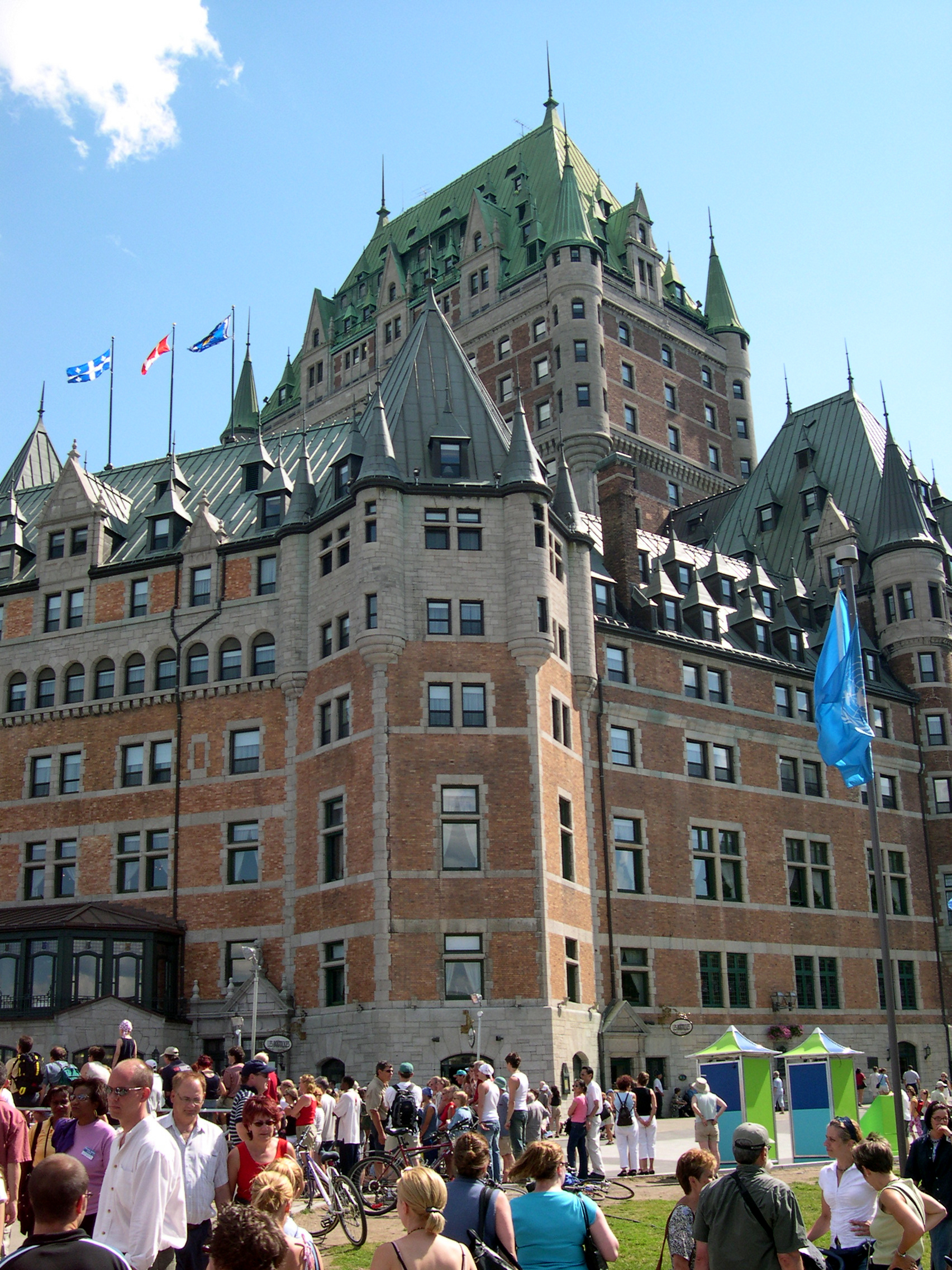
Château Frontenac v Québecu

Francie se pokoušela o zámořskou expanzi již od 16. století; objevitelské cesty Giovanniho da Verrazana ani Jacquese Cartiera ještě nepřinesly zemi územní zisky. První kolonizační pokusy vedla Francie v Jižní Americe, kde ale narážela na houževnatý odpor v této oblasti již etablovaných Španělů a Portugalců. Jedním z těchto pokusů bylo založení osad v Brazílii: na místě budoucího Ria de Janeira v roce 1555 (tzv. Antarktická Francie) a na místě budoucího São Luís v roce 1612 (tzv. Rovníková Francie); později i na Floridě.
Francie uspěla s koloniálními aktivitami až v Severní Americe – založením Port Royal (27. července 1605) na území dnešního Nového Skotska. Tři roky poté založil Samuel de Champlain město Québec, které se později stalo hlavním městem rozsáhlé, ale velice řídce osídlené kolonie Nová Francie, francouzští kolonisté osídlili prakticky jen úzký pás při březích Řeky sv. Vavřince, na zbytku území žili domorodí obyvatelé. Toto území ale bylo bráno jako obchodní kolonie, Francie se spíše soustředila upevňování své pozice v Evropě. Lepší podmínky pro samotnou kolonizaci nastaly až v polovině 17. století, francouzské kolonie na severoamerickém území byly ale ekonomicky slabší než britské. Se založením Louisiany (hlavní město New Orleans) se rozšířila francouzská území dále na západ. Faktické datum založení Louisiany je sporné, jedním z možných je rok 1683, kdy Robert La Salle prozkoumal řeku Mississippi a prohlásil tato území za doménu francouzského krále.
Současně s expanzí na severoamerickém kontinentu začala Francie budovat menší, ale výnosnější kolonie v Karibiku. Osidlování dnešní Francouzské Guyany začalo v roce 1604, kolonie na Svatém Kryštofu byla založena roku 1625, na Guadeloupu a Martiniku roku 1635, na Svaté Lucii roku 1651. Tyto kolonie byly postaveny a udržovány především otroky z Afriky. Nejvýznamnější karibská kolonie Saint-Domingue (dnešní Haiti) byla založena roku 1659 na západní polovině španělského ostrova Hispaniola (Španělsko tuto kolonii uznalo až v roce 1697), profitovala hlavně díky obchodu s třtinovým cukrem.
Francouzi se ve svých koloniálních snahách neomezovali jen na Ameriku, od první poloviny 17. století zakládali obchodní střediska na pobřeží Senegalu; v roce 1664 byla založena francouzská Východoindická společnost, která pomáhala zakládat kolonie na Indickém poloostrově (viz Francouzská Indie). Kolonie byly také zakládány v Indickém oceánu: Réunion (1638), Mauricius (1715) a Seychely (1756).

### Soupeření s Velkou Británií
Od poloviny 18. století do začátku 19. století procházela Francie složitým obdobím vyčerpávajících válek a vnitřních konfliktů, které měly za následek ztrátu koloniálních území; nejvýznamnější z těchto konfliktů byla války o rakouské dědictví (1740–1748), Sedmiletá válka (1756–1763), Americká válka za nezávislost (1775–1783), Francouzská revoluce (1789–1799) a napoleonské války (1803–1815).
Zatímco válka o habsburské dědictví dopadla nerozhodně, prohraná Sedmiletá válka pro Francii znamenala ztrátu Nové Francie (z níž Louisiana byla postoupena Španělsku výměnou za jeho vstup do války, zbytek připadl Velké Británii). Ve své době ale tyto události neměly takový dozvuk, protože kolonialismus nebyl ve Francii ve středu zájmu.
Katastrofou pro francouzské koloniální panství byl rok 1791, kdy na Saint-Domingue začalo rozsáhlé povstání otroků. Pod vedením Toussainta Louvertura získala tato karibská země v roce 1804 nezávislost (již s novým názvem – Haiti), čímž se stalo prvním moderním samostatným černošským státem na světě. V období napoleonských válek byl zbytek francouzských kolonií obsazen Brity. Napoleon v roce 1803 získal od Španělska zpět Louisianu (zabírající velké území na dnešním americkém středozápadě), v tom samém roce ji ale prodal Spojeným státům americkým. S neúspěchem se setkala také kolonizace Egypta mezi lety 1798–1801.

## Druhá francouzská koloniální říše

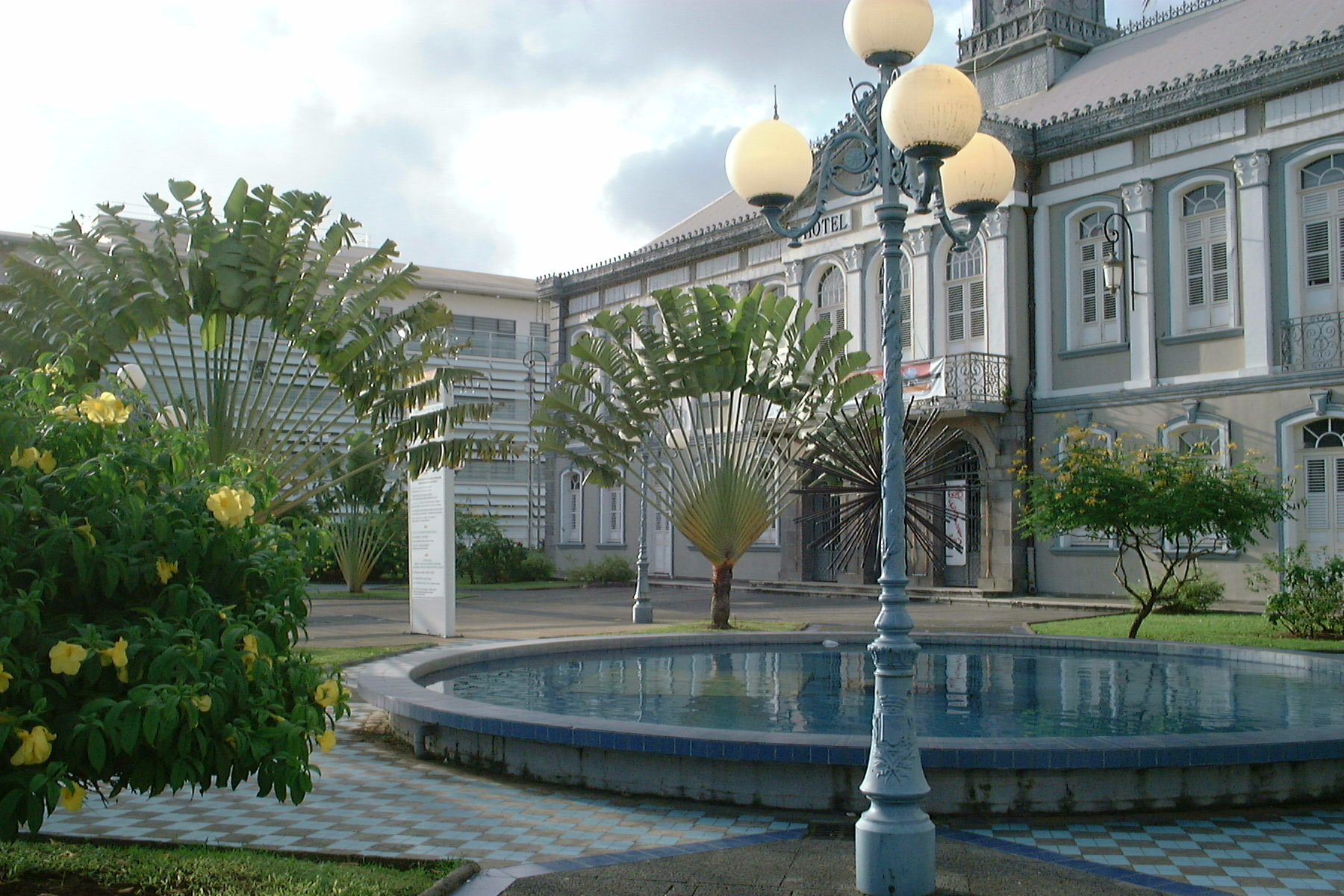
Palác na Martiniku

Po skončení napoleonských válek Británie vrátila Francii některé kolonie: Guadeloupe, Martinik, Francouzskou Guyanu, některá obchodní místa v Senegalu, Réunion a malá území v Indii; Britové však neopustili Svatou Lucii, Tobago, Seychely a Mauricius.
Pravý začátek nového francouzského impéria se datuje k roku 1830, kdy začala krvavá invaze do Alžírska (součást Osmanské říše). Napoleon III. se pokoušel o založení protektorátu koloniálního typu v Mexiku (mezi lety 1861–1867), ale Francouzi se těchto plánů museli vzdát, protože byly v nebezpečném rozporu s americkou Monroeovou doktrínou. Napoleonovi III. se ale podařilo získat území v Kambodži a na jihu Vietnamu.
Francouzská území se významněji rozrostla až po prusko-francouzské válce z roku 1871, za období třetí francouzské republiky (trvající v letech 1871–1940), kdy Francouzi dobyli celý dnešní Vietnam; spolu s Kambodžou a Laosem získaným v roce 1893 tyto oblasti tvořily Francouzskou Indočínu, vzniknuvší v roce 1887. Francouzská expanze pokračovala také v Africe, v roce 1881 byl v Tunisku ustanoven protektorát, pod francouzský vliv se dále dostaly rozsáhlá území v severozápadní Africe na území dnešní Mauretánie, Senegalu, Guineje, Mali (Francouzský Súdán), Pobřeží slonoviny, Beninu, Nigeru, Burkiny Faso, Čadu, Středoafrické republiky a Republiky Kongo. Malá francouzská kolonie existovala i na východním pobřeží Afriky: Džibuti (tzv. Francouzské Somálsko). V roce 1912 se francouzským protektorátem stalo také Maroko.
Francouzi také zakládali kolonie v Pacifiku: Nová Kaledonie, Francouzská Polynésie a Nové Hebridy (společná vláda s Británií).
Největšího územního rozmachu dosáhla francouzská koloniální říše po skončení první světové války, rozrostla se o bývalé německé kolonie Togoland a Kamerun a de facto k ní připadly také bývalé osmanské provincie Sýrie a Libanon (jako mandátní území). Ve všech koloniích probíhala europeizace a prosazování francouzské kultury, nejvíce však v západní a severní Africe. Tamějším obyvatelům, kteří přijali francouzskou kulturu, dokázali mluvit spisovně francouzsky a přijali křest, bylo přiznáno francouzské občanství včetně volebního práva.

## Dekolonizace
Francouzská koloniální říše se začala rozpadat v průběhu druhé světové války, kdy Japonsko okupovalo Indočínu, Británie Sýrii, Libanon a Madagaskar a Spojené státy americké severní Afriku (při bojích s Německem). Po válce se Francii podařilo znovu obsadit některá ztracená území, byla ale konfrontována s celosvětovým tlakem na dekolonizaci; s možnou ztrátou kolonií se nechtěla smířit.
Ho Či Minův Viet Minh vyhlásil nezávislost Vietnamu, což bylo příčinou indočínské války. V roce 1955 proběhlo v Kamerunu povstání za nezávislost, které bylo tvrdě potlačeno. Poté, co se v roce 1954 Francouzi stáhli z Indočíny, byli nuceni čelit dalšímu krvavému konfliktu v souvislosti s alžírskými snahami o nezávislost, kterou tomuto území odmítali udělit. Ožehavým problémem bylo zejména postavení značného množství evropských kolonistů ve francouzské severní Africe (tzv. pieds-noirs). Alžírsko získalo nezávislost po několikaletém konfliktu v roce 1962. Většina afrických zemí získala nezávislost po místních referendech v roce 1960, Mayotte a Réunion se ale rozhodly zůstat součástí Francie jako zámořská území.
Pod francouzskou správu ve 21. století setrvává jen zlomek bývalé zámořské koloniální říše, nejvýznamnější z těchto území je Francouzská Guyana (další viz administrativní dělení Francie). Ve většině bývalých francouzských kolonií je hluboce zakořeněná francouzská kultura, francouzština zůstala jako úřední jazyk či používají měnu navázanou na euro (měnová unie západoafrických států používající CFA frank).

## Seznam francouzských koloniálních území
| Francouzská území koloniálního charakteru | Francouzská území koloniálního charakteru | Francouzská území koloniálního charakteru | Francouzská území koloniálního charakteru |
| Země                                      | Zisk                                      | Ztráta                                    | Historie |
| Afrika                                    | Afrika                                    | Afrika                                    | Afrika |
| ----------------------------------------- | ----------------------------------------- | ----------------------------------------- | --- |
| Réunion                                   | 1640                                      |                                           | 1640: začátek francouzské nadvlády, dnes francouzským zámořským regionem a součástí EU |
| Francouzská rovníková Afrika              | 1663                                      | 1960                                      | v roce 1875 se stal Gabon francouzskou kolonií, další územní zisky a založení Francouzské rovníkové Afriky v roce 1910 (v této době obsahovala dnešní státy Gabon, Republika Kongo, Středoafrická republika a Čad, její součástí nebyla po 1. světové válce získaná bývalá německá kolonie Kamerun), 1958: zánik a kolonie se staly autonomními republikami v rámci Francouzského společenství, od 1960 nezávislé |
| Mauritius                                 | 1715                                      | 1810                                      | 1810: dobyt Velkou Británií |
| Seychely                                  | 1756                                      | 1811                                      | 1742: první francouzská expedice, 1756: formálně francouzské, 1770: de facto francouzská kolonie, při napoleonských válkách spory o toto území s Velkou Británií, 1811: součást Britského impéria |
| Egypt                                     | 1798                                      | 1801                                      | dobyt Napoleonem, v roce 1801 opět začleněn do Osmanské říše |
| Francouzská Severní Afrika                | 1830                                      | 1962                                      | 1830: začátek kolonizace Alžírska, roku 1881 bylo obsazeno Tunisko a roku 1911 také Maroko, od 1956 jsou oba státy nezávislé, Alžírsko až od 1962 |
| Komory                                    | 1841                                      | 1975                                      | 1841: francouzský protektorát, 1886: součástí Mayotte, 1887: „Komorský protektorát“, 1908: sloučení s Mayotte, 1914: podřízení generálnímu guvernérovi Madagaskaru, 1961: široká autonomie, 1975: úplná nezávislost, s výjimkou Mayotte |
| Francouzské Somálsko                      | 1862                                      | 1977                                      | dnešní Džibutsko |
| Madagaskar                                | 1885                                      | 1960                                      | v 17. a 18. století probíhaly spory mezi Británií a Francií, 1883: francouzská invaze, 1885: Madagaskar přiřknutý Francii na základě Konžské konference, 1896: vznik protektorátu, 1958: autonomie v rámci Francouzského společenství, od 1960: nezávislost |
| Francouzská Západní Afrika                | 1895                                      | 1960                                      | od roku 1612 zřizování prvních stanic na pobřeží Senegalu, v roce 1677 vyhnání Nizozemců a ustanovení francouzské kolonie, mezi lety 1758–1779 a 1809–1816 obsazen Brity, 1840: začátek kolonizace celého Senegalu a západní Afriky, 1895: založení Francouzské západní Afriky (dnešní státy Mauretánie, Senegal, Mali, Guinea, Pobřeží slonoviny, Niger, Burkina Faso a Benin), 1958: zánik, s výjimkou Guineje se tyto již bývalé kolonie staly autonomními republikami v rámci Francouzského společenství, od 1960 nezávislé |
| Togo                                      | 1916                                      | 1960                                      | 1916: Francie získala část bývalé německé kolonie Togoland jako mandátní území, druhou část získala Británie, 1960: nezávislost |
| Kamerun                                   | 1919                                      | 1960                                      | 1919: Francii připadly čtyři pětiny území jako mandát od Společnosti národů (zbylá přibližně pětina Velké Británii), 1960: nezávislost |
| Fezzán                                    | 1943                                      | 1951                                      | obsazen v průběhu druhé světové války, od roku 1947 svěřenecké území OSN, od roku 1951 připadl nezávislé Libyi |
| Amerika                                   |                                           |                                           | |
| Nová Francie                              | 1534                                      | 1759                                      | 1524: první francouzská expedice, v roce 1534 zisk území kolem Řeky Sv. Vavřince, 1608: založení provincie Québec, 1663: Nová Francie se stala součástí Francie, 1759: dobytí Velkou Británií, po Pařížském míru roku 1763 oficiálně připadla Velké Británii |
| France Antarctique                        | 1555                                      | 1567                                      | 1555: založení Forte Coligny vedle Ria de Janeira, 1567: území opět portugalské |
| Fort Caroline                             | 1564                                      | 1568                                      | (na východním pobřeží dnešního USA); 1562: první francouzská expedice, 1564: založení Fort Caroline, 1568: dobyta Španělskem |
| Francouzská Guyana                        | 1604                                      |                                           | 1604: založení kolonie, ale Francouzi byli vyhnáni Portugalci uplatňujícími Smlouvu z Tordesillas, 1664: úspěšné založení první stálé osady – Cayenne, od 1794 trestanecká kolonie; od roku 1946 součást Francie jako zámořský region |
| Akádie                                    | 1604                                      | 1710                                      | 1598: první pokusy Francouzů o trvalé osídlení, 1604: zřízení první stále osady – Port Royal, 1710: dobyta Velkou Británií, v Utrechtském míru roku 1713 formálně pod britskou nadvládou |
| France Équinoxiale                        | 1612                                      | 1615                                      | 1604: průzkum pobřeží v oblasti Maranhão, 1612: začátek francouzského osidlování a založení Saint Louis, 1615: území opět portugalské |
| Dominika                                  | 1635                                      | 1763                                      | 1763: na základě Pařížského míru přiřknuta Velké Británii |
| Francouzská Západní Indie                 | 1635                                      |                                           | 1635: začátek kolonizace Guadeloupe, Martiniku a později několika menších ostrovů v Malých Antilách (mj. Saint Croix, Svatá Lucie a Tobago), od roku ?[ujasnit] součást Francie jako zámořské regiony |
| Grenada                                   | 1649                                      | 1763                                      | 1649: odkoupení od domorodých obyvatel, 1763: po Pařížském míru připadla Velké Británii |
| Svatá Lucie                               | 1650                                      | 1814                                      | od 1650 částečné podrobení ostrova, 1746: založení Soufrière, 1814: postoupení Velké Británii |
| Saint Pierre a Miquelon                   | 1670                                      |                                           | první francouzské rybářské osady, 1778: britský, 1814: opět přiřknut Francii, oficiální předání až v roce 1816, dodnes součástí Francie |
| Louisiana                                 | 1683 1800                                 | 1762/63 1803                              | 1682: založení St. Louis, 1683: René Robert Cavelier de La Salle prohlásil území okolo řeky Mississippi za vlastnictví francouzského krále, 1718: založení New Orleans, 1758: obsazení Ohia na úkor Velké Británie, 1760: francouzská kapitulace, 1762: postoupení Západní Louisiany a „Isle of New Orleans“ Španělsku, 1763: východní Louisiana postoupena Velké Británii, 1800: po nátlaku Napoleona západní Louisiana opět francouzská, 1803: prodána Spojeným státům americkým                                              |
| Saint-Domingue                            | 1697                                      | 1804                                      | 1697: menší západní kus Hispanioly postoupen Francii od Španělska, po Basilejském míru z roku 1795 celá Hispaniola pod francouzskou nadvládou, 1804: západní část získala nezávislost (Haiti), východní část zůstala až do roku 1808 francouzská |
| Svatý Vincenc a Grenadiny                 | 1719                                      | 1783                                      | v 17. století spory mezi Francií a Velkou Británií, od 1719 trvalé francouzské osídlení, 1783: postoupení Velké Británii |
| Falklandské ostrovy                       | 1764                                      | 1767                                      | 1764: první francouzská osada Port Louis, 1767: prodány Španělsku |
| France Equatorial                         | 1801                                      | 1802/09                                   | od 17. století snahy o rozšíření Francouzské Guyany až k Amazonce, 1801: přibližně dnešní brazilská oblast Amapá byla přiřknuta Francii, 1807/09: dobyta Portugalci, francouzské formální nároky až do konce 19. století |
| Asie                                      |                                           |                                           | |
| Francouzská Indie                         | 1673                                      | 1954                                      | 1673: začátek francouzské kolonizace, 1674: zisk Puduččéri, 1721: Mahé (Puduččéri), 1738: Karikal, 1751: Yanam, Francie měla ve sféře vlivu původně přibližně polovinu indického kontinentu, z čehož jí ve 20. století zbylo jen několik měst (územní ztráty na úkor Velké Británie), 1954: transfer francouzských kolonií na nově vzniklý indický stát (v roce 1948 měly rozlohu cca 510 km²) |
| Francouzská Indočína                      | 1863                                      | 1954                                      | 1863: zisk jižního Vietnamu, 1885: podrobení celého Vietnamu a zřízení protektorátů Annam a Tonkin, 1887: vznik kolonie Francouzská Indočína, sestávající z dnešního Vietnamu a Kambodži, 1893: zisk Laosu, během druhé světové války kondominium s Japonskem, 1954: nezávislost Vietnamu, Kambodži a Laosu |
| Kuang-čou-wan                             | 1899                                      | 1943/46                                   | 1898: obsazen Francií, 1899: pronajat od Číny na 99 let, 1900: pod správou Francouzské Indočíny, 1943: obsazen Japonskem, 1946: formální předání Číně |
| Hatay                                     | 1916                                      | 1938                                      | 1916: mandátní území Společnosti národů spravované Francií, 1923: vnitřní autonomie, 1938: nezávislá Hatayská republika, 1939: obsazen Tureckem |
| Kilíkie                                   | 1919                                      | 1921                                      | 1919: obsazená Francií, 1921: vrácena Turecku |
| Libanon                                   | 1920                                      | 1943                                      | 1920: francouzské mandátní území, 1941: příchod spojeneckých vojsk, 1943: nezávislost |
| Sýrie                                     | 1920                                      | 1946                                      | 1920: francouzské mandátní území, 1944: autonomie, 1946: nezávislost |
| Oceánie                                   |                                           |                                           | |
| Francouzská Polynésie                     | 1842                                      |                                           | 1842: zřízení protektorátu na Tahiti, od 1880 francouzská kolonie, 1881: podrobení dalších ostrovů, dodnes součástí Francie |
| Wallis a Futuna                           | 1842                                      |                                           | 1842: vyhlášení francouzského chráněného území, od 1888 francouzský protektorát, dodnes součástí Francie |
| Nová Kaledonie                            | 1853                                      |                                           | v první polovině 19. století osidlování Francouzi a Brity, 1853: stala se francouzským územím, od roku 1864 trestanecká kolonie, dodnes součástí Francie, v roce 2014 uvádělo 27 % obyvatel evropský původ, do roku 2018 se plánuje referendum ohledně dalšího statutu ostrovů (20letý proces nezávislosti, podle smlouvy z roku 1998, následně prodloužené do roku 2018) |
| Nové Hebridy                              | 1887                                      | 1980                                      | od roku 1887 pod spojenou britsko-francouzskou správou, 1906: založení britsko-francouzského kondominia, 1980: nezávislost jako stát Vanuatu |
| Antarktida                                |                                           |                                           | |
| Francouzská jižní a antarktická území     | 1772 1892                                 |                                           | 1772: objevení Crozetových ostrovů a Kerguelen, 1892: obsazení ostrova Amsterdam a ostrova Sv. Pavla, od roku 1924 pod správou Madagaskaru, od 1955 francouzské zámořské teritorium |